# Щуче (заказник)
Щу́че — гідрологічний заказник місцевого значення в Україні. Розташований у межах Коростенського району Житомирської області, на південь від села Федорівка. 
Площа 45,5 га. Статус надано згідно з рішенням Житомирського облвиконкому від 03.12.1982 року, № 489. Перебуває у віданні ДП «Малинське ЛГ», Українківське лісництво (кв. 72, вид. 14; кв. 73, вид. 6); ДП «Радомишльське ЛМГ», Краснобірське лісництво (кв. 41, вид. 6; кв. 42, вид. 2, 17, 18, 20; кв. 43, вид. 4, 8, 11, 19, 23; кв. 47, вид. 2, 3, 22, 23). 
Створений з метою охорони низинного сфагново-осокового болота, яке є регулятором рівня ґрунтових вод прилеглих територій у басейні річки Ірша. Гніздуються водоплавні і болотні птахи, водиться близько 18 видів земноводних і плазунів. Є зарості багна, аїру, валеріани, цінних видів лікарських рослин.